# Малошицкий, Исаак Яковлевич
Исаак Яковлевич Малошицкий (3 июня 1901 года, м. Барановичи, Минская губерния — 16 марта 1943 год, район с. Борисовка, ныне Борисовский район, Белгородская область, Россия) — советский военный деятель, генерал-майор (4 февраля 1943 года).

## Биография
Исаак Яковлевич Малошицкий родился 3 июня 1901 года в местечке Барановичи Минской губернии в семье ремесленника.

### Гражданская война
В мае 1919 года призван в ряды РККА и направлен красноармейцем на артиллерийские курсы в Киеве. В период с июня по июль Малошицкий стрелком и орудийным номером в составе отряда курсантов принимал участие в подавлении бандформирований зелёных на территории Киевской губернии, а затем ездовым в составе курсантского дивизиона 2-х Киевских артиллерийских курсов — в боевых действиях на Южном фронте.
В январе 1920 года направлен на учёбу на 1-е Московские артиллерийские курсы, после окончания которых в апреле того же года назначен на должность командира взвода в запасной батарее на Западном фронте. В августе того же года направлен на учёбу в Высшую артиллерийскую школу в Луге, во время учёбы в которой в марте 1921 года назначен на должность комиссара пулемётной команды в составе полка особого назначения и принимал участие в подавлении Кронштадтского восстания. После окончания школы в октябре 1921 года назначен на должность командира взвода в составе 88-го артиллерийского дивизиона, а в декабре переведён в лёгкий артиллерийский дивизион (20-я Иркутская стрелковая дивизия), дислоцированный в Екатеринославе, где служил на должностях помощника командира учебной батареи и линейной батареи.

### Межвоенное время
С сентября 1922 года Малошицкий служил на должностях помощника командира батареи, начальника разведки батареи и начальника связи в составе 3-й Бессарабской кавалерийской дивизии (Украинский военный округ), дислоцированной в Умани, а в июне 1923 года назначен на должность командира взвода учебной батареи в Чугуеве.
С марта 1924 года служил на должностях помощника командира батареи в лёгком артиллерийском и гаубичном дивизионах, а с октября — на должностях заведующего разведкой и начальника школы младшего начсостава 96-го артиллерийского полка в составе 96-й стрелковой дивизии.
В сентябре 1925 года И. Я. Малошицкий направлен на учёбу в Военную академию имени М. В. Фрунзе, после окончания которой в июле 1928 года назначен на должность начальника штаба 95-го артиллерийского полка, дислоцированного в Вознесенске. В мае 1930 года переведён во 2-е управление Штаба РККА, где служил помощником начальника сектора, помощником начальника бюро вооружений, заместителем начальника и начальником 3-го отдела.
В январе 1935 года назначен на должность помощника начальника штаба 11-го стрелкового корпуса, дислоцированного в Смоленске, а в январе 1937 года — на должность командира 154-го стрелкового полка (52-я стрелковая дивизия, Белорусский военный округ), дислоцированного в м. Копаткевичи (Белорусская ССР), однако в сентябре того же года уволен со службы и затем арестован органами НКВД, после чего находился под следствием.
После освобождения с января 1940 года Малошицкий находился в запасе и 29 апреля того же года восстановлен в кадрах РККА, после чего назначен на должность преподавателя кафедры общей тактики Военной академии имени М. В. Фрунзе.

### Великая Отечественная война
2 июля 1941 года подполковник И. Я. Малошицкий назначен на должность начальника штаба 20-й дивизии народного ополчения (Сокольнического района), а 10 июля переведён на ту же должность в 279-ю стрелковую дивизию, формировавшуюся в городах Горький, Дзержинск и Арзамас. По окончании формирования в августе дивизия была включена в состав 43-й армии резерва Ставки Верховного Главнокомандования, а затем — в состав 50-й армии (Брянский фронт), после чего вела боевые действия на реке Десна, в ходе которых в сентябре нанесла поражение 80-й пехотной дивизии противника, а в октябре участвовала в Орловско-Брянской оборонительной операции, в ходе которой понесла тяжёлые потери и впоследствии расформирована.
В декабре 1941 года назначен на должность начальника штаба 5-й гвардейской стрелковой дивизии, которая принимала участие в боевых действиях под Москвой, а также в Калужской и Ржевско-Сычёвской наступательных операциях. 31 марта 1942 года Малошицкий был ранен.
После выздоровления с мая находился в распоряжении Военного совета Западного фронта и в июне назначен исполняющим должность заместителя начальника штаба по ВПУ 49-й армии, а 1 августа 1942 года — на должность командира 180-й стрелковой дивизии, которая в январе 1943 года принимала участие в боевых действиях в ходе Острогожско-Россошанской и Харьковской наступательных операциях. В ночь на 16 февраля дивизия под командованием И. Я. Малошицкого вошла в Харьков, а с 23 февраля вела бои вдоль железной дороги Харьков — Полтава, после чего к 7 марта перешла к обороне в рамках Харьковской оборонительной операции. 16 марта в ходе боя у села Борисовка, находясь в боевых порядках, генерал-майор Исаак Яковлевич Малошицкий погиб.

## Награды
- Орден Красного Знамени (21.7.1942);
- Орден Суворова 2 степени (8.2.1943).